# Авангард (Тернопіль)
«Аванга́рд» — колишня футбольна команда з міста Тернопіль. Чемпіон УРСР. Фіналіст Кубка УРСР

## Історія
Виступала у чемпіонатах України (1960–1968), а також класу «Б» (1960–1968) та другої групи класу «А»/другої ліги/ (1969–1971) чемпіонату СРСР. Зіграла 478 матчів першості, здобула 177 перемог, 152 матчі звела внічию та 149 зустрічей програла, з різницею 532:467 м'ячів.
Найрезультативніші перемоги (6:2) та (5:0) здобуто над командами «Спартак» (Івано-Франківськ, 1961) та «Десна» (Чернігів, 1970); найбільша поразка (0:6) завдали армійці Львова (1960). 
1968 року авангардівці вперше в історії футболу Тернопільщини стали чемпіонами України.
Також 1968 року стали переможцями класу «Б» у чемпіонаті СРСР і завоювали путівку в другу групу класу "А".
Чемпіонське звання здобули:
- воротарі — В. Собковський, А. Томків;
- захисники — Володимир Щегольков, Г. Колцун, В. Ліщенко, Г. Молєв, В. Першин, Л. Устинов;
- півзахисники — М. Коновалов, Владлен Науменко, Володимир Прошкін;
- нападники — Р. Весна, А. Козлов, Іштван Секеч,[1] Г. Сіріонов, Михайло Шевчук, Б. Юров.

Старший тренер — Віталій (Вацлав) Вацкевич, тренер — І. Осипов.
Найбільше сезонів (11) за команду зіграв Г. Колцун, найкращим бомбардиром клубу став із 51 м'ячем Василь Секеч.
Відомі футболісти: Петро Слободян, Роман Шподарунок, Володимир Аксьонов, Наставники команди — Петро Боголюбов (1960), М. Котов (1961), Тиберій Попович (1962), Валерій Вацкевич (1963-65, 1968), Анатолій Архипов (1965-66), Олег Макаров (1967), Володимир Онисько (1969), Володимир Щегольков (1970), Леонід Родос (1971).

## Досягнення
- Чемпіонат УРСР 
  -  Чемпіон(1) — 1968

- Кубок УРСР 
  -  Фіналіст(1) — 1958